# قنطرة الحسن الثاني
قنطرة الحسن الثاني أو جسر مولاي الحسن هو جسر قديم يربط بين مدينتي الرباط وسلا على مصب أبي رقراق، يبعد حوالي 2 كم من المحيط الأطلسي، تم تشغيله من عام 1957 إلى عام 2011، حتى استبدلت بجسر الحسن الثاني، حيث كان يتكون من طابق واحد، ويدعم ممرات وأرصفة 2 × 2.

## تاريخ
يعود تاريخ مشروعه وبدء بنائه إلى نهاية الحماية الفرنسية في المغرب، الى حوالي أكثر من عام بعد الاستقلال، الذي تمت دراسة جدواه في المقر العام لأوغستين ويليام - والذي تم الانتهاء منه في يونيو 1954 - بمساعدة باشاوات الرباط وسلا، وفي 2 يوليو 1957 افتتحه محمد الخامس بحضور ابنه الحسن الثاني، الذي سُمي على إسمه.
أغلق في عهد محمد السادس (ابن الحسن الثاني) في مايو 2011، عندما أنتهى بناء جسر الحسن الثاني الذي دخل الخدمة في نفس العام، وفي عام 2012 دُمرت القنطرة.